# میازاکی ۶۹۰۵
سیارک ۶۹۰۵ (به انگلیسی: 6905 Miyazaki، نامگذاری:1990TW) شش هزار و نهصد و پنجمین سیارک کشف شده‌است که در ۱۵ اکتبر ۱۹۹۰ کشف شد.
قدر مطلق سیارک برابر ۱۱٫۴۰ است.